# Cessna 425
O Cessna 425 é um avião turbo-hélice fabricado pela empresa americana Cessna Aircraft Company, com capacidade para transportar até sete passageiros. Também recebe os nomes de Corsair e  Conquest I. Foi baseado em outro modelo da Cessna, o 421.